# Рёнский диалект
Рёнский диалект (нем. Rhöner Platt, Rhönerisch, Rhönisch) — остфранкский (майнфранкский) диалект южнонемецкого пространства, распространённый в районе горного массива Рён в Центральной Германии и охватывающий районы Баварии (Бад-Киссинген, Рён-Грабфельд), Гессена (Фульда, Херсфельд-Ротенбург, Майн-Кинциг) и Тюрингии (Шмалькальден-Майнинген, Вартбургкрайс). Отнесение рёнского диалекта к платским (Rhöner Platt) не означает его связи с нижненемецкими диалектами.
Характерной особенностью диалекта являются переходы дифтонга au в ui, u, ü (Haus → Huis, Hus, Hüüs) и ei в ih (eingekauft → ihn'käuwd), произнесение звука a как oa (acht → oacht). Как и в других восточнофранкских диалектах, согласные p, t, w неотличимы от b, d, b, соответственно.